# Zöllner (Mondkrater)
Zöllner ist ein Einschlagkrater auf dem Mond, westlich des Sinus Asperitatis. Im Norden liegt der kleinere Krater Alfraganus und im Nordwesten zeichnet sich der ovale Krater Taylor ab. Südöstlich liegt der Krater Kant.
Der Kraterrand von Zöllner bildet ein unregelmäßiges Oval mit der größten Ausdehnung in Nord-Süd-Richtung. Die Kraterwand ist niedrig und abgetragen. Am südöstlichen Ende schließt sich eine verzerrte, kraterähnliche Vertiefung an. Der schmale Kraterboden weist immer noch einen zentralen Gipfel auf.
Die Landestelle von Apollo 16 liegt circa 80 Kilometer westsüdwestlich des Kraterrandes.
| Buchstabe | Position          | Durchmesser | Link |
| --------- | ----------------- | ----------- | ---- |
| D         | 8,42° S, 17,64° O | 24 km       |      |
| E         | 8,84° S, 18,25° O | 5 km        |      |
| F         | 7,6° S, 21,96° O  | 27 km       |      |
| G         | 7,34° S, 20,86° O | 10 km       |      |
| H         | 7,13° S, 19,12° O | 7 km        |      |
| J         | 6,21° S, 20,67° O | 10 km       |      |
| K         | 6,54° S, 20,79° O | 7 km        |      |